# Scarus russelii
Scarus russelii és una espècie de peix de la família dels escàrids i de l'ordre dels perciformes. Poden assolir fins a 51 cm de longitud total.
Es troba des de l'Àfrica oriental, Madagascar, les Seychelles i Maurici fins a Sri Lanka i la costa sud de l'Índia.